# أق توبراق
أق‌ توبراق هي قرية في مقاطعة خوي، إيران. في تعداد عام 2006، لوحظ وجودها، ولكن لم يتم الإبلاغ عن سكانها.